# Lista de capitais do Brasil por IDH
Segue abaixo a lista das 27 capitais brasileiras, por Índice de Desenvolvimento Humano. Os valores abaixo são baseados em dados do PNUD para o ano de 2010. Apenas duas capitais conseguiram ultrapassar mais de 10 capitais (ou seja, um salto notável em um só decênio) em uma só década em um dos fatores do IDH (Palmas, que passou 15 capitais no quesito educação e João Pessoa que conseguiu ultrapassar 11 capitais no quesito longevidade).
No entanto, em razão da mudança de metodologia, não se pode comparar o novo IDH com os índices divulgados em relatórios anteriores, pois foram introduzidas mudanças nos indicadores de renda e educação e no cálculo final. A reformulação resultou em aprimoramento, mas implicou uma redução no número de países e territórios abrangidos: 15 (incluindo Cuba, Omã e Líbano) saíram da lista por não disporem de informações verificáveis para pelo menos um dos quatro indicadores usados no índice.

## Classificação
- = aumento nos dados de 2010 - comparado aos dados de 2000;
- = dados de 2010 mantiveram-se os mesmos de 2000;
- = diminuição nos dados de 2010 - comparada aos dados de 2000.

### IDH
No IDH geral, considerando a variação entre 2000 e 2010, a capital que obteve a maior variação foi Palmas (TO) e a que teve a menor foi Porto Alegre (RS).
| Posição      | Posição                  | Capital        | Região       | IDH     | IDH      | IDH     | Classificação no Nível de Desenvolvimento | Ref   |
| Dado de 2010 | Mudança comparada a 2000 | Capital        | Região       | em 2010 | variação | em 2000 | Classificação no Nível de Desenvolvimento | Ref   |
| ------------ | ------------------------ | -------------- | ------------ | ------- | -------- | ------- | ----------------------------------------- | ----- |
| 1            | (0)                      | Florianópolis  | Sul          | 0,847   | 0,081    | 0,766   | muito alto                                |       |
| 2            | (0)                      | Vitória        | Sudeste      | 0,845   | 0,086    | 0,759   | muito alto                                |       |
| 3            | (4)                      | Brasília       | Centro-Oeste | 0,824   | 0,099    | 0,725   | muito alto                                |       |
| 4            | (1)                      | Curitiba       | Sul          | 0,823   | 0,073    | 0,750   | muito alto                                |       |
| 5            | (1)                      | Belo Horizonte | Sudeste      | 0,810   | 0,084    | 0,726   | muito alto                                |       |
| 6            | (2)                      | Porto Alegre   | Sul          | 0,805   | 0,061    | 0,744   | muito alto                                |       |
| 7            | (2)                      | São Paulo      | Sudeste      | 0,805   | 0,072    | 0,733   | muito alto                                |       |
| 8            | (0)                      | Rio de Janeiro | Sudeste      | 0,799   | 0,083    | 0,716   | alto                                      |       |
| 8            | (1)                      | Goiânia        | Centro-Oeste | 0,799   | 0,084    | 0,715   | alto                                      |       |
| 10           | (6)                      | Palmas         | Norte        | 0,788   | 0,134    | 0,654   | alto                                      |       |
| 11           | (1)                      | Cuiabá         | Centro-Oeste | 0,785   | 0,093    | 0,692   | alto                                      |       |
| 12           | (1)                      | Campo Grande   | Centro-Oeste | 0,784   | 0,111    | 0,673   | alto                                      |       |
| 13           | (0)                      | Recife         | Nordeste     | 0,772   | 0,112    | 0,660   | alto                                      |       |
| 14           | (5)                      | Aracaju        | Nordeste     | 0,770   | 0,122    | 0,648   | alto                                      |       |
| 15           | (1)                      | São Luís       | Nordeste     | 0,768   | 0,110    | 0,658   | alto                                      |       |
| 16           | (4)                      | João Pessoa    | Nordeste     | 0,763   | 0,119    | 0,644   | alto                                      |       |
| 16           | (5)                      | Natal          | Nordeste     | 0,763   | 0,099    | 0,664   | alto                                      |       |
| 18           | (3)                      | Salvador       | Nordeste     | 0,759   | 0,105    | 0,654   | alto                                      |       |
| 19           | (2)                      | Fortaleza      | Nordeste     | 0,754   | 0,102    | 0,652   | alto                                      |       |
| 20           | (2)                      | Boa Vista      | Norte        | 0,752   | 0,103    | 0,649   | alto                                      |       |
| 21           | (2)                      | Teresina       | Nordeste     | 0,751   | 0,131    | 0,620   | alto                                      |       |
| 22           | (2)                      | Belém          | Norte        | 0,746   | 0,102    | 0,644   | alto                                      | [ 3 ] |
| 23           | (1)                      | Manaus         | Norte        | 0,737   | 0,136    | 0,601   | alto                                      |       |
| 24           | (1)                      | Porto Velho    | Norte        | 0,736   | 0,123    | 0,613   | alto                                      |       |
| 25           | (3)                      | Macapá         | Norte        | 0,733   | 0,111    | 0,622   | alto                                      |       |
| 26           | (0)                      | Rio Branco     | Norte        | 0,727   | 0,136    | 0,591   | alto                                      |       |
| 27           | (0)                      | Maceió         | Nordeste     | 0,721   | 0,137    | 0,584   | alto                                      |       |

Educação
Na educação (entre 2000 e 2010) a capital que obteve o maior crescimento foi Palmas (TO) e a que teve o menor crescimento foi Porto Alegre (RS).
| Posição      | Posição                  | Capital        | IDH-Educação | IDH-Educação | IDH-Educação |
| Dado de 2010 | Mudança comparada a 2000 | Capital        | em 2010      | variação     | em 2000      |
| ------------ | ------------------------ | -------------- | ------------ | ------------ | ------------ |
| 1            | (0)                      | Vitória        | 0,805        | 0,105        | 0,700        |
| 2            | (0)                      | Florianópolis  | 0,800        | 0,140        | 0,660        |
| 3            | (0)                      | Curitiba       | 0,768        | 0,113        | 0,655        |
| 4            | (6)                      | São Luís       | 0,752        | 0,170        | 0,582        |
| 5            | (15)                     | Palmas         | 0,749        | 0,241        | 0,508        |
| 6            | (3)                      | Brasília       | 0,742        | 0,160        | 0,582        |
| 7            | (1)                      | Goiânia        | 0,739        | 0,148        | 0,591        |
| 8            | (4)                      | Belo Horizonte | 0,737        | 0,120        | 0,617        |
| 9            | (2)                      | Cuiabá         | 0,726        | 0,149        | 0,577        |
| 10           | (5)                      | São Paulo      | 0,725        | 0,111        | 0,614        |
| 11           | (0)                      | Campo Grande   | 0,724        | 0,176        | 0,548        |
| 12           | (6)                      | Rio de Janeiro | 0,719        | 0,112        | 0,607        |
| 13           | (7)                      | Aracaju        | 0,708        | 0,189        | 0,519        |
| 14           | (0)                      | Boa Vista      | 0,708        | 0,163        | 0,546        |
| 15           | (7)                      | Teresina       | 0,707        | 0,219        | 0,488        |
| 16           | (11)                     | Porto Alegre   | 0,702        | 0,090        | 0,612        |
| 17           | (3)                      | Recife         | 0,698        | 0,160        | 0,538        |
| 18           | (4)                      | Fortaleza      | 0,695        | 0,161        | 0,534        |
| 19           | (5)                      | Natal          | 0,694        | 0,147        | 0,547        |
| 20           | (3)                      | João Pessoa    | 0,693        | 0,170        | 0,523        |
| 21           | (5)                      | Salvador       | 0,679        | 0,154        | 0,525        |
| 22           | (2)                      | Belém          | 0,673        | 0,169        | 0,504        |
| 23           | (1)                      | Macapá         | 0,663        | 0,185        | 0,478        |
| 24           | (2)                      | Rio Branco     | 0,661        | 0,238        | 0,423        |
| 25           | (1)                      | Manaus         | 0,658        | 0,215        | 0,443        |
| 26           | (3)                      | Porto Velho    | 0,638        | 0,169        | 0,469        |
| 27           | (2)                      | Maceió         | 0,635        | 0,202        | 0,433        |

Renda
O maior crescimento de renda foi obtido por São Luís (MA) e o menor por São Paulo (SP).
| Posição      | Posição                  | Capital        | IDH-Renda | IDH-Renda | IDH-Renda |
| Dado de 2010 | Mudança comparada a 2000 | Capital        | em 2010   | variação  | em 2000   |
| ------------ | ------------------------ | -------------- | --------- | --------- | --------- |
| 1            | (1)                      | Vitória        | 0,876     | 0,056     | 0,820     |
| 2            | (1)                      | Florianópolis  | 0,870     | 0,042     | 0,828     |
| 3            | (0)                      | Porto Alegre   | 0,867     | 0,061     | 0,830     |
| 4            | (2)                      | Brasília       | 0,863     | 0,058     | 0,805     |
| 5            | (1)                      | Curitiba       | 0,850     | 0,041     | 0,809     |
| 6            | (1)                      | São Paulo      | 0,843     | 0,036     | 0,807     |
| 7            | (1)                      | Belo Horizonte | 0,841     | 0,049     | 0,792     |
| 8            | (1)                      | Rio de Janeiro | 0,840     | 0,037     | 0,803     |
| 9            | (0)                      | Goiânia        | 0,824     | 0,048     | 0,776     |
| 10           | (0)                      | Cuiabá         | 0,800     | 0,044     | 0,756     |
| 11           | (1)                      | Recife         | 0,798     | 0,062     | 0,736     |
| 12           | (1)                      | Campo Grande   | 0,790     | 0,054     | 0,736     |
| 13           | (0)                      | Palmas         | 0,789     | 0,067     | 0,722     |
| 14           | (0)                      | Aracaju        | 0,784     | 0,065     | 0,719     |
| 15           | (0)                      | Salvador       | 0,772     | 0,057     | 0,715     |
| 16           | (1)                      | João Pessoa    | 0,770     | 0,060     | 0,710     |
| 17           | (1)                      | Natal          | 0,768     | 0,056     | 0,712     |
| 18           | (2)                      | Porto Velho    | 0,764     | 0,067     | 0,697     |
| 19           | (1)                      | Belém          | 0,751     | 0,051     | 0,700     |
| 20           | (1)                      | Fortaleza      | 0,749     | 0,052     | 0,697     |
| 21           | (5)                      | São Luís       | 0,741     | 0,076     | 0,665     |
| 22           | (0)                      | Maceió         | 0,739     | 0,050     | 0,689     |
| 23           | (0)                      | Manaus         | 0,738     | 0,064     | 0,674     |
| 24           | (3)                      | Boa Vista      | 0,737     | 0,045     | 0,692     |
| 25           | (2)                      | Teresina       | 0,731     | 0,067     | 0,664     |
| 26           | (2)                      | Rio Branco     | 0,729     | 0,056     | 0,673     |
| 27           | (2)                      | Macapá         | 0,723     | 0,056     | 0,667     |

Longevidade
O maior crescimento na expectativa de vida foi em João Pessoa (PB) e o menor foi em Goiânia (GO).
| Posição      | Posição                  | Capital        | IDH-Longevidade | IDH-Longevidade | IDH-Longevidade |
| Dado de 2010 | Mudança comparada a 2000 | Capital        | em 2010         | variação        | em 2000         |
| ------------ | ------------------------ | -------------- | --------------- | --------------- | --------------- |
| 1            | (1)                      | Brasília       | 0,873           | 0,059           | 0,814           |
| 2            | (1)                      | Florianópolis  | 0,873           | 0,050           | 0,823           |
| 3            | (0)                      | Porto Alegre   | 0,857           | 0,046           | 0,811           |
| 4            | (3)                      | Belo Horizonte | 0,856           | 0,072           | 0,784           |
| 5            | (3)                      | Vitória        | 0,855           | 0,093           | 0,762           |
| 6            | (2)                      | Curitiba       | 0,855           | 0,059           | 0,796           |
| 7            | (2)                      | São Paulo      | 0,855           | 0,059           | 0,796           |
| 8            | (4)                      | Rio de Janeiro | 0,845           | 0,091           | 0,754           |
| 9            | (2)                      | Campo Grande   | 0,844           | 0,087           | 0,757           |
| 10           | (4)                      | Goiânia        | 0,838           | 0,042           | 0,796           |
| 11           | (6)                      | Salvador       | 0,835           | 0,091           | 0,744           |
| 12           | (1)                      | Natal          | 0,835           | 0,083           | 0,752           |
| 13           | (3)                      | Cuiabá         | 0,834           | 0,073           | 0,761           |
| 14           | (11)                     | João Pessoa    | 0,832           | 0,112           | 0,720           |
| 15           | (6)                      | Palmas         | 0,827           | 0,065           | 0,762           |
| 16           | (7)                      | Manaus         | 0,826           | 0,099           | 0,727           |
| 17           | (5)                      | Recife         | 0,825           | 0,098           | 0,727           |
| 18           | (2)                      | Fortaleza      | 0,824           | 0,080           | 0,744           |
| 19           | (2)                      | Aracaju        | 0,823           | 0,094           | 0,729           |
| 20           | (6)                      | Belém          | 0,822           | 0,064           | 0,758           |
| 21           | (1)                      | Teresina       | 0,820           | 0,086           | 0,734           |
| 22           | (7)                      | Macapá         | 0,820           | 0,056           | 0,066           |
| 23           | (3)                      | Porto Velho    | 0,819           | 0,115           | 0,704           |
| 24           | (5)                      | Boa Vista      | 0,816           | 0,091           | 0,725           |
| 25           | (7)                      | São Luís       | 0,813           | 0,076           | 0,737           |
| 26           | (1)                      | Maceió         | 0,799           | 0,132           | 0,667           |
| 27           | (2)                      | Rio Branco     | 0,798           | 0,074           | 0,724           |